# توماس سيتاس
توماس سيتاس (باليونانية: Θωμάς Τσίτας)‏ هو لاعب كرة قدم يوناني في مركز الهجوم، ولد في 30 يوليو 1991 في يانيتسا في اليونان. شارك مع منتخب اليونان تحت 19 سنة لكرة القدم ومنتخب اليونان تحت 21 سنة لكرة القدم. أما مع النوادي، فقد لعب مع أيك أثينا ونادي إيراكليس.

## وصلات خارجية
- توماس سيتاس على موقع الاتحاد الأوربي (الإنجليزية)
- توماس سيتاس على موقع قاعدة بيانات كرة القدم.إي يو (الإنجليزية)
- توماس سيتاس على موقع Soccerway.com (الإنجليزية)